# Срце таме
Срце таме (енгл. Heart of Darkness) је новела из 1899. године коју је написао пољско-британски романописац Џозеф Конрад, у којој морнар Чарлс Марлоу својим слушаоцима прича причу о задатку који је добио као капетан пароброда за једну белгијску компанију у унутрашњости Африке. Роман се широко сматра критиком европске колонијалне владавине у Африци, а истовремено испитује теме односа моћи и морала. Иако Конрад не наводи име реке на којој се одиграва већина радње, у време писања, Слободна Држава Конго — где се налази велика и економски важна река Конго — била је лична колонија белгијског краља Леополда II. Марлоу добија задатак да пронађе Керца, трговца слоновачом који ради на трговачкој испостави далеко уз реку, а који је полудео и постао предмет Марлоуве експедиције.
Централна идеја Конрадовог дела је да је разлика између „цивилизованих људи” и „дивљака” врло мала. Срце таме имплицитно коментарише империјализам и расизам. Радња новеле служи као оквир за Марлоуву причу о фасцинацији продуктивним трговцем слоновачом Керцом. Конрад повлачи паралеле између Лондона („највећег града на свету”) и Африке као места таме.
Првобитно објављена у три дела у часопису Blackwood's Magazine, у част 1000. броја тог магазина, новела Срце таме је у више наврата поново објављивана и превођена на многе језике. Послужила је као инспирација за филм Апокалипса данас редитеља Френсиса Форда Кополе. Године 1998, издавачка кућа Modern Library је сврстала Срце таме на 67. место своје листе 100 најбољих романа на енглеском језику 20. века.

## Радња
Прича почиње на „оном делу Темзе где се осећала морска плима”, где Чарлс Марлоу прича својим пријатељима да су „када су Римљани први пут дошли овде, пре хиљаду деветсто година”, сигурно осетили „дивљаштво, потпуно дивљаштво” које их је окруживало. Марлоу потом прича како је постао капетан речног пароброда за компанију која тргује слоновачом. Присећа се своје дечачке фасцинације „празним просторима” на картама, нарочито у Африци. Посебно га је привлачила слика једне реке на карти.
Марлоу прича како је отпутовао у Африку паробродом. Путује 30 миља узводно до места где се налази испостава његове компаније. Тамо се изводе радови на изградњи железнице. Марлоу истражује једну уску клисуру и са ужасом открива да је пуна тешко оболелих Африканаца који су радили на прузи и сада умиру. Марлоу мора да чека десет дана у разрушеној спољној испостави компаније. Тамо упознаје главног књиговођу, који му прича о господину Керцу, који управља једним веома важним трговачким положајем. Он је описан као уважени првокласни агент. Књиговођа предвиђа да ће Керц далеко догурати.
Марлоу креће на пут са шездесет људи ка централној испостави, где се налази пароброд којим ће управљати. По доласку, сазнаје да је његов пароброд оштећен у несрећи. Генерални директор обавештава Марлоуа да није могао да чека његов долазак и преноси му гласину да је Керц болестан. Марлоу извлачи свој пароброд из реке и проводи више месеци поправљајући га. Због недостатка алата и резервних делова, поправке споро напредују, што га фрустрира. У међувремену, сазнаје да директор не поштује Керца, већ му завиди. Када напокон крену, пут до Керцове станице траје два месеца.
Путовање се прекида током ноћи, око 8 миља далеко од унутрашње испоставе. Ујутру, пароброд обавија густа магла. Убрзо потом, брод бива нападнут кишом стрела, а кормилар бива убијен. Марлоу више пута укључује парну сирену, чиме плаши нападаче и тера их у бекство.
По доласку на Керцову испоставу, на брод се укрцава млади Рус који се случајно затекао у Керцовом логору. Марлоу сазнаје да домороци обожавају Керца и да је он тешко болестан. Рус прича како му је Керц „отворио ум” и да му се диви због његове моћи и спремности да је користи. Марлоу сумња да је Керц потпуно полудео.
Разгледајући станицу, Марлоу уочава ред стубова на чијим врховима се налазе одсечене главе домородаца. Иза угла куће, појављује се Керц, кога његове присталице носе на носилима, изгледајући као утвара. Подручје се пуни наоружаним домороцима спремним за борбу, али Керц нешто узвикује, и они се повлаче. Његови људи га уносе у кабину на пароброду. Директор говори Марлоуу да је Керц оштетио пословање компаније у том подручју јер су му методе „погрешне”. Рус открива да Керц верује да компанија жели да га убије, а Марлоу потврђује да се заиста разматрало вешање.
После поноћи, Керц се враћа на обалу. Марлоу га проналази како пузи назад ка згради испоставе. Марлоу му прети да ће га повредити ако дигне узбуну, али Керц само јадикује што није постигао више у животу. Наредног дана почињу припреме за пут назад низ реку.
Током повратка, Керцово здравље се погоршава. Пароброд се квари, а док стају ради поправке, Керц предаје Марлоуу свежањ папира, укључујући свој званични извештај и једну фотографију, уз упутство да их не даје директору. Када Марлоу поново разговара с њим, Керц је већ близу смрти; чује га како слабо шапуће: „Ужас! Ужас!”. Кратко након тога, посади је саопштено да је Керц мртав. Следећег дана Марлоу једва обраћа пажњу на Керцове „ходочаснике” који сахрањују „нешто” у блатњавој рупи.
По повратку у Европу, Марлоу је огорчен и презрив према „цивилизованом” свету. Неколико људи долази да преузму папире које му је Керц поверио, али Марлоу их не даје или им нуди безначајне документе. Керцов извештај предаје новинару, ако овај буде желео да га објави. За себе задржава неколико личних писама и фотографију Керцове веренице. Када је посети, она је још увек у дубокој жалости, иако је прошло више од годину дана од Керцове смрти. Она инсистира да јој Марлоу понови Керцове последње речи. Он јој, уместо истине, каже да је Керцово на самрти изговорио њено име.

## Анализа
Историчари књижевности обично кажу да је Конрад у Срцу таме незнатно стилизовао лично искуство. Приказујући различите светове, културе и начине живота, Конрад настоји да покаже како је живот, у основи, исти. Посебно је упечатљив лик Керца, који симболизује противречности људске природе – на једној страни је суров, а на другој он је и у самртном часу неко ко као светињу чува слику своје драге. Зато Марлоу и каже на крају да ће иза мртвога Керца остати оно што је говорио у самртном часу, и његов живот, као велики пример за друге људе.
У Срцу таме Конрад је тежио да прикаже ону људску драму која се заснива на сукобу идеализма и суровости и која од човека тражи да се час враћа на оно дивље и првобитно, а да потом, са истом страшћу, уништава и оно исконско, одузимајући тако смисао и свом животу. И да тако трасира свој пут ка усамљености и поразу.